# Exostema lineatum
Exostema lineatum är en måreväxtart som först beskrevs av Vahl, och fick sitt nu gällande namn av Schult.. Exostema lineatum ingår i släktet Exostema och familjen måreväxter. Inga underarter finns listade i Catalogue of Life.